# Felice Cesarino
Felice Cesarino (Sapri, 11 settembre 1939 – Sapri, 17 febbraio 2025) è stato uno storico dell'arte e scrittore italiano.

## Biografia
Laureato in Lettere e Filosofia presso l'Università di Napoli.
Già docente di Storia dell'Arte nelle scuole superiori italiane, collabora con il Ministero dei BACT come ispettore onorario per le Antichità.
Ha svolto ricerche nel Sahara centrale (Tassili, Messak, Tadrart Acacus). Ha localizzato, con il Gruppo Archeologico del Golfo di Policastro, siti paleolitici e insediamenti dell'Età del Bronzo. Ha partecipato alle Campagne di scavo della villa romana di Sapri, promosse dalla Soprintendenza archeologica di Salerno. Ha pubblicato su riviste internazionali di arte rupestre.
Si segnalano per acribia e profondità i suoi studi sul sito archeologico di Göbekli Tepe, le cui risultanze hanno contribuito in modo significativo all'avanzamento della ricerca nel campo dell'archeologia preistorica.
La sua mente, fertile di intuizioni e refrattaria alla banalità, si nutriva di una cultura eclettica e profondamente radicata. Ma la vera cifra distintiva di quell'uomo insigne risiedeva nella sua nobiltà d'animo: un'eleganza morale che si manifestava nella sua profonda umanità, nella sua rettitudine e nella sua generosa dedizione al bene comune.

Fonti : felice cesarino. (2022). Una storia di pietra. A Göbekli Tepe le probabili origini della scrittura. Una Storia Di Pietra. A Göbekli Tepe Le Probabili Origini Della Scrittura, 1, 160.
https://www.lafeltrinelli.it/libri/autori/felice-cesarino?srsltid=AfmBOophFtMxMDXTUheUsdx2Aq4xrS1gbYmCgwigKhcWq1db12th3ZPI

## Opere principali
- Dentro alla follia, Fiorentino, 1984
- Il Molosso, Fiorentino, 2ª edizione, 1995, ISBN 8885346219
- Il profumo del cedro, Guida, 2007, ISBN 978-8860422477
- La scimmia ambiziosa. Alle origini del pensiero creativo, Arbor Sapientiae, Roma, 2017, ISBN 978-88-97805-62-5
- Platone e l'isola che non c'è. Atlantide: enigma letterario o testamento politico?, Arbor Sapientiae, Roma, 2019, ISBN 978-88-94820-20-1
- Una storia di pietra. A Göbekli Tepe le probabili origini della scrittura, Arbor Sapientiae, Roma, 2022, ISBN 978-88-31341-94-3
- Le verità relative. Fatti e misfatti di ordinaria fantasia  Arbor Sapientiae, 2023  Roma, ISBN 978-88-97805-98-4
- Enigma Neanderthal. Una storia ancora da raccontare, Arbor Sapientiae, 2024 Roma, ISBN 979-12-81427-48-8

### Altri scritti
- Preistoria e protostoria nel Golfo di Policastro.  Ed.G.A.I., 1982
- Sapri archeologica. Ed.G.A.I:, 1981, 2009
- A Gobekli Tepe la più antica forma di scrittura della storia dell'umanità? In: "Archeomisteri", 2013 n.3,pg.15-21
- Il bue di Terarart. Un enigma zoognostico:specialità genetica o licenza d'artista?. In: "Les cahiers de l'AARS n.8 - 2003 Archiviato il 25 gennaio 2016 in Internet Archive.", 2003,n.8.pg.55-57
- Cani e mufloni, protagonisti della più antica forma di controllo culturale delle risorse animali nel Sahara. In: "Sahara", 2000, n.12, pg.107-120
- I cani del Sahara. In: "Sahara",1997,n.9,pg.93-11